# Перголеттезе
«Перголеттезе» (итал. Unione Sportiva Pergolettese 1932) — итальянский футбольный клуб из города Крема, выступающий в Серии С1, третьем по силе дивизионе чемпионата Италии. Основан в 1932 году. Домашние матчи проводит на арене «Стадио Джузеппе Вольтини», вмещающем 4 100 зрителей. «Перголеттезе» никогда в своей истории не поднимался в Серию А и Серию Б, лучшим достижением клуба в Серии С1 стало 11-е место в сезоне 2008/09. 

## История
18 ноября 1932 года в таверне «Il Pergoletto» в городе Крема по инициативе семи был официально основан клуб «Перголеттезе» (итал. Unione Sportiva Pergolettese) — футбольное объединение округа Перголетто города Крема. Первоначально это была команда, состоящая из футболистов-любителей, которые начинали свою деятельность в турнирах, организованных барами Кремы. До 1966 года «Перголеттезе» участвовал в низших, любительских лигах Италии.
В 1967 году «Перголеттезе» завоевал право участвовать в серии D — высшей любительской футбольной лиге Италии. В 1975 году, после того как другие футбольные команды Кремы оказываются в более низких дивизионах, «Перголеттезе» становится самой сильной командой города. Дабы подчеркнуть свой статус командый всего города, а не одного городского района, руководства клуба решает переименовать его в «Пергокрема» (итал. Unione Sportiva Pergocrema 1932), соединив название города и городского района. На следующий год, после сезона 1975/1976, «Пергокрема» завоёвывает право играть в серии C — третьим по силе дивизионе итальянского футбола, низшей в системе профессиональных лиг. После разделения в 1978 году серии C на два дивизиона, «Пергокрема» оказывается в серии C2. Однако, уже в следующем сезоне 1978/1979 годов «Пергокрема» занимает первое место в одной из трёх групп серии С2 и завоёвывает право играть в серии C1. В серии C1 «Пергокрема» провела всего один сезон, после чего вновь вылетела в серию C2, где провела последующие 18 сезонов.
В середине 1990-х годов у «Пергокремы» появились новые владельцы. Они объединили «Пергокрему» с клубом «Крема 1908»; объединённый клуб получил название «Кремаперго» (итал. Unione Sportiva Cremapergo 1908). Однако, болельщики обеих команд холодно восприняли слияние клубов и объединение цветов обеих команд; сам клуб начали преследовать неудачи — в конце покинул серию C2, затем не смог удержаться и в серии D. В начале 2000-х годов, после смены владельца, «Кремаперго» возвращается в серию D, а в 2002 году возвращает название «Пергокрема». После сезона 2004/2005 клуб выходит в серию C2. Затем, после победы в сезоне 2007/2008, «Пергокрема» оказывается вновь в серии C1, в которой выступает до 2012 года.
В 2012 году клуб объявляет о банкротстве. Для того, чтобы сохранить клуб, было решено перевести в Крему команду «Пиццигеттоне» из расположенного неподалёку от Кремы одноимённого города. Новая команда получила название «Перголеттезе» (англ. Unione Sportiva Pergolettese 1932) и смогла получить место в серии D. В дальнейшем команда выступала в серии D и С.

## Известные игроки
- Массимо Брамбилла
- Фабио Казерта
- Аттилио Ломбардо
- Антонио Пасинато (1996—1997)
- Алессио Таккинарди
- Дарио Убнер